# Mr. Irish Bastard
Mr. Irish Bastard est un groupe allemand de punk folk, originaire de Münster, en Rhénanie-du-Nord-Westphalie. Depuis sa création, Mr. Irish Bastard a donné plus de 600 concerts.

## Histoire
Le groupe est formé mi-2006 par le chanteur Mr. Irish Bastard, le joueur de banjo Gran E. Smith et la joueuse de tin whistle Lady Lily. Ces trois personnes avaient déjà joué dans un groupe à tendance punk rock irlandais. Ils sont rejoints par le bassiste Boeuf Strongenuff, avec qui The Irish Bastard avait également joué dans un groupe pendant des années. Les autres membres du groupe étaient Ron Calli et Mitch Mackes. Au cours des premières années, la composition changea plus souvent, jusqu'à ce que les quatre membres fondateurs — renforcés par le batteur Ivo K'Nivo — deviennent la formation fixe. En studio et en tournée, cette formation de base est soutenue par divers autres musiciens, les « Travelling Bastards ». Il s'agit notamment des guitaristes P et Moe Leicester. D'anciens membres se produisent également sur scène à l'occasion. Lady Lily quitte le groupe en 2017.
Après seulement deux mois d'existence, le groupe est invité par The Levellers à jouer en première partie de leur tournée européenne. S'ensuit une tournée en tête d'affiche et une tournée avec Fiddler's Green de l'automne 2007 au printemps 2008. Mary's School of Drinking,, que le groupe vend à plus de 3 000 exemplaires en auto-distribution, est suivi début 2008 par la sortie de leur premier album The Bastard Brotherhood, qui, comme l'EP, est publié sur leur propre label Reedo Records. D'autres sorties suivent au Japon et en Chine avec University of Hard Knocks (2008) et Fortune and Glory (2009). Une vidéo live de Last Pint est publiée en 2008 sur le DVD du Tribal Area DVD-Mag #8 du SLAM Alternative Music Magazine no 37.
En janvier 2009, le groupe donne un concert télévisé sur la chaîne 21 de Bielefeld, qui est également publié sur DVD. En 2009, le groupe fait une tournée en Allemagne, et joue dans de nombreux festivals, dont l'Open Flair, le Vainstream Rockfest et le Serengeti. Outre des tournées en Chine en 2009, 2017 et 2019, une tournée au Japon a lieu en mars 2010. Le groupe se produit également en Italie, en République tchèque, à Taïwan, en Pologne, en Autriche, en Suède, en Suisse, en France, en Belgique, en Ukraine, aux Pays-Bas et en Angleterre. En juillet 2010, ils jouent en première partie des Pogues à Münster.
En 2010, le groupe sort son deuxième album pour le marché allemand, A Fistful of Dirt, sur son propre label Reedo Records,,. En outre, Mr. Irish Bastard figure sur les samplers Almost St. Patrick's Day, Almost St. Patrick's Day, Vol. II et Rising Suns (Japon) ainsi que sur la bande originale du film indépendant Townies du cinéaste bostonien Mike O'Dea.
En 2018 et 2019, Mr. Irish Bastard participe également  à d'autres grands festivals, comme le Wacken Open Air, le Rockharz Open Air, le Summer Breeze, le Reload Festival et l'Open Flair, avec l'album The Desire for Revenge.

## Style musical
Musicalement, Mr. Irish Bastard suit aussi bien les traces des Pogues que celles du punk rock et du folk irlandais traditionnel. Mais ils s'inspirent aussi occasionnellement d'autres styles musicaux, comme le ska. Le répertoire comprend également des reprises de chansons connues comme Temple of Love de The Sisters of Mercy, Livin' la Vida Loca de Ricky Martin, Why Can't I Be You ? de The Cure, You Spin Me Round de Dead or Alive, et Time After Time de Cyndi Lauper, interprétées dans le style punk folk. 

## Discographie

### Albums studio
- 2008 : The Bastard Brotherhood (Reedo Records/Rough Trade)
- 2008 : University of Hard Knocks (Uncle Owen Records) (Japon)
- 2009 : Fortune and Glory (Proletopia Records) (Chine)
- 2010 : A Fistful of Dirt (Reedo Records/Rough Trade)
- 2011 : Never Mind the Bastards – Here Is Mr. Irish Bollocks (Reedo Records/Rough Trade)
- 2015 : The World, The Flesh and the Devil (Reedo Records/Rough Trade, Uncle Owen Records (Japan))
- 2018 : The Desire for Revenge (Reedo Records/Rough Trade, Uncle Owen Records (Japan))
- 2024 : Battle Songs of the Damned (Reedo Records/Rough Trade)

### Compilations
- 2007 : Almost St. Patrick's Day
- 2008 : Ox-Sampler Vol. 76
- 2008 : Rising Suns
- 2009 : Almost St. Patrick's Day Vol.2
- 2009 : Ox-Sampler Vol. 97

### EP
- 2006 : St. Mary's School of Drinking (Reedo Records/Rough Trade)

### Vinyles
- 2009 : St. Mary's School of Drinking (Reedo Records/Rough Trade)
- 2009 : The Bastard Brotherhood (Reedo Records/Rough Trade)
- 2010 : A Fistful of Dirt (Reedo Records/Rough Trade)
- 2010 : I Smell the Blood (Reedo Records/Rough Trade)
- 2011 : Never Mind the Bastards – Here Is Mr. Irish Bollocks (Reedo Records/Rough Trade)
- 2012 : A Fistful of Dirt – Picture Disc (Reedo Records/Mad Drunken Monkey)
- 2015 : The World, The Flesh and the Devil (Reedo Records/Rough Trade)
- 2018 : The Desire for Revenge (Reedo Records/Rough Trade)
- 2024 : Battle Songs of the Damned (Reedo Records/Rough Trade)